# Dicaeum trochileum
Dicaeum trochileum е вид птица от семейство Dicaeidae.

## Разпространение
Видът е разпространен в Индонезия.